# エドゥアルド・ロドリゲス・ベルツェ
エドゥアルド・ロドリゲス・ベルツェ（Eduardo Rodríguez Veltzé : 1956年3月2日 - ）は、ボリビアの裁判官。元暫定大統領。大統領職に就く前は最高裁判所の裁判長であった。

## 経歴
1956年にコチャバンバに生まれる。ロドリゲスは法律家であり、公衆行政の修士号を持っている。彼はボリビアで最高のレベルにあると言われるサン・アウグスティン高校で学んだ後、コチャバンバのサン・シモン大学に進み、アメリカ合衆国のハーバード大学で修士号をとった。
天然ガス会社の民営化を巡る暴動によりボリビアガス紛争が起こり、カルロス・メサ・ヒスベルト大統領は議会に辞任を申し出た。このとき、上院と下院の議長であるオルマンド・バカ・ディエスとマリオ・コシオがいずれも大統領職に就く事を拒否したため、暫定大統領就任順位が4番目である最高裁判所長にその椅子がまわることになった。かくして、ロドリゲスは2005年6月10日にボリビア大統領になることが決まった。ロドリゲスはこれまでの政治混乱に直接関係してこなかった数少ない人物であるとして、この就任は政府に反対し続けていた人たちによって支持された。
| 公職                | 公職                                     | 公職                |
| ------------------- | ---------------------------------------- | ------------------- |
| 先代 カルロス・メサ | ボリビア共和国大統領 第79代：2005 - 2006 | 次代 エボ・モラレス |